# Ескадрені міноносці типу «Навігаторі»
Ескадрені міноносці типу «Навігаторі» (італ. Cacciatorpediniere della Classe Navigatori) — клас військових кораблів з 12 ескадрених міноносців, що випускалися італійськими суднобудівельними компаніями з 1928 до 1929 року. Названі «Навігаторі» (італ. navigatori — мореплавець) на честь відомих італійських мореплавців. Замовлялися Королівським флотом Італії як лідери ескадрених міноносців у відповідь на новітні французькі лідери типу «Ягуар» та «Гепард». 1938 році переведені у клас есмінців.
Загалом було побудовано 12 есмінців цього типу, у морських боях та битвах втрачено 11 кораблів, лише «Ніколозо да Рекко» пережив війну і служив у післявоєнний час до 1951 року.

### Представники
| №  | Корабель                                          | На честь               | Виготовлювач                                          | Бортове позначення | Закладено           | Спущено            | У строю                | Статус |
| -- | ------------------------------------------------- | ---------------------- | ----------------------------------------------------- | ------------------ | ------------------- | ------------------ | ---------------------- | --- |
| 1  | «Альвізе да Мосто» «Alvise Da Mosto»              | Альвізе Кадамосто      | Cantieri Riuniti del Quarnaro, Фіуме                  | DM                 | 22 серпня 1928      | 1 липня 1929       | 15 березня 1931        | 1 грудня 1941 року потоплений британськими крейсерами «Аврора» та «Пінелопі» поблизу Триполі, під час супроводження танкера Iridio Mantovani                                                                                                   |
| 2  | «Антоніо да Нолі» «Antonio da Noli»               | Антоніо да Нолі        | Cantieri Navali del Tirreno e Riuniti, Сестрі-Леванте | DN                 | 27 липня 1927       | 21 травня 1929     | 29 грудня 1929         | 9 вересня 1943 року підірвався на міні та затонув у протоці Боніфачо |
| 3  | «Ніколозо да Рекко» «Nicoloso da Recco»           | Ніколосо да Рекко      | Cantieri Navali del Tirreno e Riuniti, Анкона         | DR                 | 14 грудня 1927      | 5 січня 1930       | 20 травня 1930         | 1951 році виведений зі складу сил флоту; 30 липня 1954 року списаний на брухт |
| 4  | «Джованні да Верраццано» «Giovanni da Verrazzano» | Джованні да Верраццано | Cantieri Riuniti del Quarnaro, Фіуме                  | DV                 | 17 серпня 1927      | 15 грудня 1928     | 25 вересня 1930        | 19 жовтня 1942 року потоплений британським підводним човном «Анбендінг» під час супроводу конвою з Неаполя до Триполі |
| 5  | «Ланцеротто Малочелло» «Lanzerotto Malocello»     | Ланцеротто Малочелло   | Cantiere navale di Sestri Ponente, Сестрі-Поненте     | MC                 | 5 жовтня 1926       | 14 березня 1929    | 18 січня 1930          | 24 березня 1943 року підірвався на мінному полі північніше мису Бон та затонув під час транспортування німецьких військ в Туніс |
| 6  | «Леоне Панкальдо» «Leone Pancaldo»                | Леоне Панкальдо        | Cantieri Navali del Tirreno e Riuniti, Сестрі-Леванте | PN                 | 7 липня 1927        | 5 лютого 1929      | 30 листопада 1929      | 30 квітня 1943 року потоплений у ході повітряної атаки американських P-40 «Вохок» поблизу Тунісу |
| 7  | «Емануеле Пессаньо» «Emanuele Pessagno»           | Емануеле Пессаньо      | Cantieri Navali del Tirreno e Riuniti, Анкона         | PS                 | 9 жовтня 1927       | 12 серпня 1929     | 10 березня 1930        | 29 травня 1942 року потоплений у наслідок торпедної атаки британського підводного човна «Турбулент» |
| 8  | «Антоніо Пігафетта» «Antonio Pigafetta»           | Антоніо Пігафетта      | Cantieri Navali del Quarnaro, Фіуме                   | PI                 | 29 грудня 1928      | 10 листопада 1929  | 1 травня 1931          | 10 вересня 1943 року затоплений у Фіуме; піднятий, відновлений та з 14 жовтня 1944 року у ВМС Німеччини, як ТА 44, 17 лютого 1945 потоплений британською авіацією в Трієсті, 27 лютого виключений зі складу флоту, 1949 році списаний на брухт |
| 9  | «Лука Таріго» «Luca Tarigo»                       | Лука Таріго            | Cantiere navale di Sestri Ponente, Сестрі-Поненте     | TA                 | 30 серпня 1927 року | 9 грудня 1928 року | 16 листопада 1929 року | 16 квітня 1941 року затоплений у бою британськими есмінцями в Середземному морі поблизу островів Керкенна |
| 10 | «Антоніотто Узодімаре» «Antoniotto Usodimare»     | Антоніотто Узодімаре   | Cantiere navale di Sestri Ponente, Сестрі-Поненте     | US                 | 1 червня 1927       | 12 травня 1929     | 21 листопада 1929      | 8 червня 1942 року потоплений у Сицилійській протоці внаслідок помилки італійським підводним човном «Алагі» |
| 11 | «Уголіно Вівальді» «Ugolino Vivaldi»              | Уголіно Вівальді       | Cantiere navale di Sestri Ponente, Сестрі-Поненте     | VI                 | 16 травня 1927      | 9 січня 1929       | 6 березня 1930         | 10 вересня 1943 року при спробі прорватися до Іспанії був обстріляний у протоці Боніфаціо німецькою береговою батареєю та уражений атакою з повітря німецьким бомбардувальником; затоплений командою                                           |
| 12 | «Ніколо Дзено» «Nicolò Zeno»                      | Ніколо Дзено           | Cantiere navale di Sestri Ponente, Сестрі-Поненте     | ZE                 | 5 червня 1927       | 12 серпня 1928     | 27 березня 1930        | 9 вересня 1943 року затоплений екіпажем у порту Трієста |

## Конструкція
Особливістю конструкції есмінців типу «Навігаторі» стало ешелонне розташування енергетичної установки, що теоретично мало покращити бойову стійкість корабля.  Ще однією особливістю було встановлення 120-мм гармат моделі 1626 року з довжиною ствола у 50 калібрів.
Торпедні апарати теж мали незвичну конструкцію: з трьох труб центральна призначалась для запуску 450-мм, а бокові — 533-мм торпед.
На випробуваннях, які традиційно проводились при неповному завантаженні, есмінці показали рекордні швидкості до 40 вузлів, а «Альвізе да Мосто» — 43,5 вузла. Але в реальних умовах експлуатації швидкість рідко перевищувала 32 вузли.
Експлуатація показала суттєві прорахунки в остійності на етапі розробки. Для їх усунення на початку 1930-х років усі кораблі були модернізовані. В її ході надбудова була знижена на 1 ярус, зменшена висота димових труб та ліквідовані бортові цистерни (замість них для зберігання нафти використовувався міждонний простір). Також на торпедних апаратах зняли центральну 450-мм трубу.
Це трохи покращило ситуацію з остійністю, але залишився інший недолік — погана морехідність кораблів.
Наприкінці 1930-х років кораблі пройшли другу модернізацію, в ході якої ширину корпусу збільшили на 1 м, а носову частину добудували, надавши їй обриси яхти. За рахунок збільшення розмірів корпусу збільшили запас палива до 680 т. Центральну трубу торпедного апарату відновили, але на цей раз вона мала калібр 533 мм, як і бокові.
Збільшення аодотоннажності призвело до зменшення швидкості до 27—28 вузлів.
Цю модернізацію встигли провести лише на 10 кораблях. «Ніколозо да Рекко» та «Антоніотто Узодімаре» залишились немодернізованими.
У 1938 році кораблі були перекласифіковані на ескадрені міноносці. Протягом 1940—1941 років на них було замінене зенітне озброєння. Застарілі 40-мм гармати і 13,2-мм кулемети були замінені на 20-мм автомати «Breda 20/65 Mod. 1935» (різна кількість на різних кораблях).
У 1942 році на есмінцях «Антоніо Пігафетта», «Ніколозо да Рекко», «Ланцеротто Малочелло», «Леоне Панкальдо», «Антоніо да Нолі», «Уголіно Вівальді» та «Ніколо Дзено» був демонтований кормовий торпедний апарат, замість нього встановлений спарений 37-мм зенітний автомат.